# Патрногич, Катарина
Катарина Патрногич (серб. Катарина Патрногић; 1921, Призрен — 1971, Приштина) — югославская политическая деятельница, участница Народно-освободительной войны Югославии, депутат Народной скупщины СФРЮ и деятельница СР Сербии и САК Косово. Народный герой Югославии.

## Биография
Родилась в 1921 году в Призрене в семье ювелира. Окончила школу в 1939 году, поступила на юридический факультет Белградского университета. В феврале 1941 года стала кандидатом в Компартию Югославии, чуть позднее была туда принята.
В 1941 году после Апрельской войны Косово попало в итальянскую зону оккупации. Карабинеры в ноябре 1941 года схватили Катарину по обвинению в связи с партизанами и бросили в тюрьму, где жестоко пытали. Ничего не разузнав и не сумев доказать её причастность, итальянцы отпустили Катарину, втайне ожидая, что она ненароком выдаст своих сообщников. Некоторое время она работала нелегально в Призрене, а затем перебралась в Ораховац.
В августе 1942 года полиция узнала, что Катарина вернулась в Призрен, и снова схватила её. Катарина повторно отказалась кого-то выдавать, после чего её решили перевести в Тирану. В январе 1943 года она, побив своего надзирателя, сбежала из тюрьмы с группой заключённых. В апреле месяце была зачислена в Шарпланинский партизанский отряд. В августе 1943 года назначена заместителем политрука роты, 8 августа 1943 назначена политруком 3-го батальона 8-й прешевской бригады. С 9 сентября заместитель политрука 2-й косовско-метохийской бригады, с декабря 1944 года и до конца войны заместитель политрука 4-й косовско-метохийской бригады.
После войны была депутатом в Народной скупщине Югославии, а также в Скупщинах СР Сербии и САК Косово. Секретаря Призренского краевого комитета КПЮ, член ЦК Компартии Сербии, Сербского комитета Социалистического союза трудового народа Косово и Метохии. Скончалась в 1971 году, исполняя обязанности заместителя председателя Скупщины Косово.
Награждена рядом орденов и медалей, в том числе Орденом Народного героя Югославии (указ от 27 ноября 1953).